# Immersione profonda
Una immersione profonda è una immersione subacquea praticata ad una profondità compresa tra i 25-30 e i 40 metri, per quanto riguarda l'ambito delle immersioni sportive.
Nelle immersioni ricreative viene conteggiata come immersione profonda oltre i 18 metri (ovvero la profondità massima del brevetto di 1⁰livello).
Lo stesso tipo di definizione viene applicato, anche se con minor frequenza, nell'ambito delle immersioni tecniche (oltre i 60 metri di profondità) e per le immersioni supportate dalla superficie (oltre i 100 metri).

## Problematiche
Vi sono alcuni problemi derivanti dalla maggiore profondità da affrontare nel caso di immersioni profonde.

### Inerenti all'attrezzatura

#### Temperatura inferiore dell'acqua
Man mano che si scende in profondità la luce solare riesce a scaldare sempre meno l'acqua; se in superficie l'acqua ha la temperatura sopportabile è però plausibile pensare che a 30-40 metri di profondità sia invece ben più bassa, con l'effetto di provocare una maggiore dispersione termica.
La muta subacquea, i calzari e i guanti rivestono quindi una grande importanza, e devono essere adatti per il tipo d'immersione. Una muta umida di pochi millimetri di spessore non è più indicata, e bisognerà quindi orientarsi verso mute semistagne (spesse anche 7,5 millimetri) corredate di sottomuta o, ancora, verso una muta stagna. Lo stesso vale per calzari e guanti.

#### Minore spinta positiva
La maggior pressione dell'acqua causa una diminuzione del volume della muta subacquea comprimendo il tessuto di cui questa è composta (in particolare nel caso del neoprene). Questo porta a dover compensare a questa minor spinta positiva tramite GAV adeguati, con un maggior volume.
Per lo stesso motivo la pesata della zavorra andrà valutata correttamente, in modo da non esser troppo pesanti per la risalita.

### Inerenti alla programmazione

#### Elevato consumo di gas
Il consumo di gas è proporzionale alla pressione; ad esempio a 50 metri il consumo è di 6 volte superiore a quello in superficie, come diretta conseguenza della legge di Boyle-Mariotte che obbliga a respirare aria alla pressione ambientale.
Bisogna quindi programmare con particolare cura l'immersione, tenendo conto dei consumi in modo scrupoloso.

#### Tappe di decompressione
Vi è la necessità di effettuare tappe di decompressione, per via della legge di Henry: un subacqueo  a 6 metri di profondità può rimanere immerso per molte ore, fino a 325 minuti in curva di sicurezza (riserve d'aria permettendo), senza avere la necessità di fermarsi per la decompressione.
A profondità di oltre 40 metri un sub ha solo pochi minuti a disposizione (10 al massimo senza estensioni della sosta prudenziale) per rimanere alla massima profondità prima di dover effettuare necessariamente delle tappe di decompressione. Questo avviene anche a quote inferiori, a seconda del tempo di permanenza in pressione che aumenta l'assorbimento di gas: è ad esempio necessaria una sosta di 15 minuti a 3 metri nel caso di una permanenza di 40 minuti a 30 metri.
In caso di emergenza quindi il sub non può risalire immediatamente in superficie senza rischiare un malessere da decompressione. Bisogna anche in questo caso programmare accuratamente l'immersione e preparare riserve d'aria adeguate alle fermate previste prima di poter risalire in sicurezza. La soluzione è quella di portare con sé più gas respirabile, in modo da poter effettuare le tappe di decompressione in sicurezza.

#### Velocità di risalita e programmazione

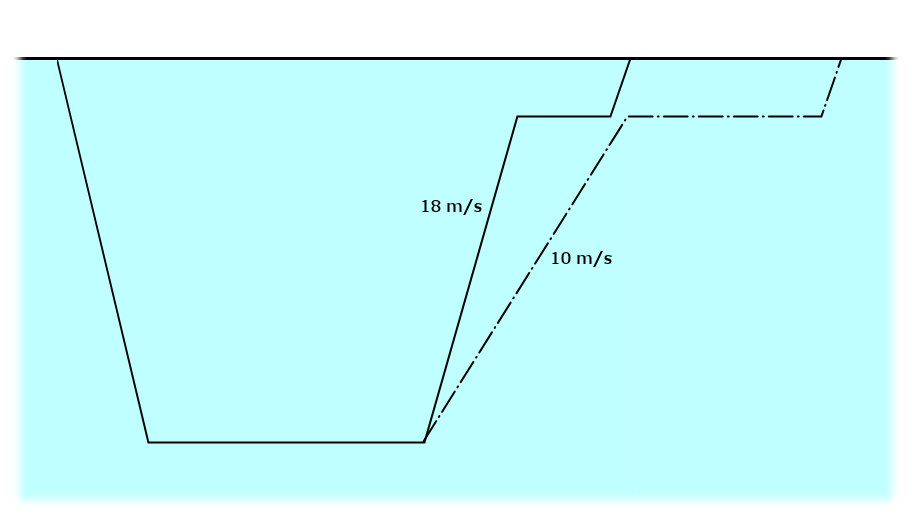
La differente velocità di risalita rispetto a quella teorica delle tabelle porta a modifiche sostanziali nella programmazione.

Le tabelle della U.S. Navy, ma anche le altre disponibili, sono state realizzate tenendo conto di una velocità di risalita di 18 m/minuto, diversa da quella oggi consigliata di 10 m/minuto. Questo porta a dover calcolare attentamente il tempo di permanenza alla massima profondità e, soprattutto, la durata delle tappe di decompressione, per via del differente assorbimento dei gas causato dalla maggior permanenza a quote profonde.
Si può ovviare a questo problema:
- diminuendo il tempo di permanenza alla massima profondità in misura pari alla penalizzazione;
- calcolando il tempo di permanenza alla massima profondità aggiungendo anche quello impiegato per la discesa;
- aumentando la durata della sosta di decompressione in misura pari alla penalizzazione.

In particolare, con una velocità di risalita di 10 m/minuto, lo scarto con le tabelle si assume pari a 30 secondi ogni 10 metri di profondità. Per convenzione l'arrotondamento verrà sempre fatto per eccesso all'intero superiore (ad esempio a 30 metri, invece di 1 minuto e mezzo, la penalizzazione sarà di 2 minuti).

### Inerenti alla miscela respiratoria

#### Rischio di narcosi da azoto
Aumentando la profondità si rischia di incappare nella narcosi da azoto. Per questo motivo è consigliato limitare le immersioni con aria a 40 metri di profondità massima e a scendere lentamente in profondità (pare infatti che la velocità di discesa eccessiva oltre i 30 metri sia una delle cause scatenanti la narcosi).

#### Maggior sforzo respiratorio
Il gas compresso è più denso man mano che la profondità aumenta, e di conseguenza è necessario un maggior sforzo respiratorio per poter respirare, che potrebbe portare all'affanno e a consumi d'aria maggiori.

#### Tossicità dell'ossigeno
A pressione parziale maggior di 1,6 bar l'ossigeno risulta tossico per l'organismo, perlomeno nel caso di immersioni prolungate.
La legge delle pressioni parziali obbliga quindi a calcolare con cura quanto ossigeno sarà contenuto nella miscela respiratoria, e ad utilizzare una differente miscela (ad esempio trimix) che riduca sia il rischio di narcosi che di tossicità dell'ossigeno.

### Rischio di deriva
Se la decompressione avviene in corrente c'è la possibilità che il subacqueo vada alla deriva, allontanandosi così dalla barca d'appoggio o dalla riva. Va quindi fornita, da parte della barca, una piattaforma sommersa (detta trapezio) o una cima a cui il subacqueo possa aggrapparsi durante la decompressione.